# FLY-LION3
FLY-LION3 ist die Bezeichnung eines Glasfaser-Seekabels zwischen den Komoren und Mayotte, welches im Oktober 2019 in Betrieb genommen wurde und im Besitz von Comoros Cables und Orange ist.
Der Bau des Kabels begann im Jahr 2017. Im Februar 2019 erreichte das Kabel seine Anschlussstelle in Mayotte. Mit einem Datendurchsatz von 4 Tbit/s bindet es Mayotte an die bereits bestehenden Kabelnetze an, wie beispielsweise an das Eastern Africa Submarine Cable System (EASSy) oder das Lower Indian Ocean Network 2.
Landungspunkte bestehen in:
1. Moroni,  Komoren
2. Kaweni,  Mayotte

FLY-LION3 hat aufgrund seiner Lage in einer vulkanaktiven Region außerdem die Aufgabe, seismographische und vulkanische Vibrationen zu registrieren. Diese Forschungen werden vom französischen Institut de physique du globe de Paris betrieben.